# أوتنرويت (اتحاد إداري)
اتحاد أوتنرويت (بالأَلمانِيَّة: Verwaltungsgemeinschaft Uttenreuth) هُو اِتِّحاد إِدارِي أَلمانِيَّ في مِنطَقَة إرلِنغَنِّ - هُوششَتَادت التَّابِعة لِمُحافظة فرانكُونيا الوُسطَى في وِلاَية رَآيْنٌ لَانْد - بفَآلز في جُمهُوريَّة أَلمَانيَا الاِتّحاديّة. ويضُمُّ اِتِّحاد اُوتِنٌرُوِيتِ أَربع بلدَات بمِساحة تُقَدَّر بحَوالَي 17 كم².

## بلدَات اِتِّحاد اُوتِنٌرُوِيتِ
يضُمُّ اِتِّحاد اُوتِنٌرُوِيتِ أَربع بلدَات بمِساحة تُقَدَّر بحَوالَي 17 كم². وهي كالتَّالي:
| اِسم البلدَة       | ٱلِٱسم بالأَلمانِيَّة      | عَدد السُكَّان | المِساحَة (كم²) |
| ---------------- | --------------------- | ---------- | ------------- |
| بَلْدَة بُوكِنٌهُوف     | Gemeinde Buckenhof    | 3٬087      | 1             |
| بَلْدَة مَارلُوفّشتَآين | Gemeinde Marloffstein | 1٬556      | 7             |
| بَلْدَة شبَاردُورف    | Gemeinde Spardorf     | 2٬227      | 3             |
| بَلْدَة أُوتِّنرُوِيتِ    | Gemeinde Uttenreuth   | 5٬083      | 5             |

## وُصلات خارجيّة
- صفحة اِتِّحاد اُوتِنٌرُوِيتِ الرّسميّة (باللُّغَةُ الألمانِيّة).

## مَراجع
1. ↑  "معلومات عن اوتنرويت (اتحاد إداري) على موقع viaf.org". viaf.org. مؤرشف من الأصل في 2019-12-13.
2. ↑  "معلومات عن اوتنرويت (اتحاد إداري) على موقع openstreetmap.org". openstreetmap.org. مؤرشف من الأصل في 2019-12-13.